# Ilhas Virgens Britânicas nos Jogos Olímpicos de Verão de 2000
As Ilhas Virgens Britânicas participaram dos Jogos Olímpicos de Verão de 2000, em Sydney, na Austrália. A nação estreou nos Jogos em 1984 e esta foi sua 5ª participação.

## Desempenho

### Atletismo
| Atleta      | Prova          | Elims. | Elims.    | Quartas     | Quartas     | Semifinal   | Semifinal   | Final       | Final       |
| Atleta      | Prova          | Res.   | Pos.      | Res.        | Pos.        | Res.        | Pos.        | Res.        | Pos.        |
| ----------- | -------------- | ------ | --------- | ----------- | ----------- | ----------- | ----------- | ----------- | ----------- |
| Keita Cline | 200m masculino | 21.42  | 7º/bat. 4 | Não avançou | Não avançou | Não avançou | Não avançou | Não avançou | Não avançou |